# Nova Cronologia

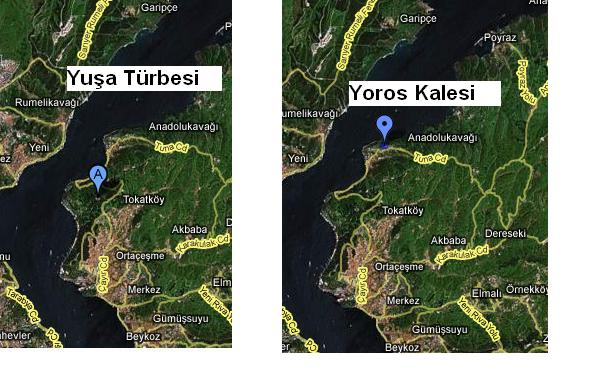
Tesi d'Anatoli Fomenko: Jesucrist va ser l'emperador romà d'Orient Andrònic I Comnè que va néixer en el 1152 i va ser crucificat a la muntanya de Yuşa entorn de l'any 1185. L'evangèlica Jerusalem és en realitat la ciutat medieval Castell de Yoros

La Nova Cronologia o Neocronologia és una teoria associada al matemàtic rus Anatoli Timoféievitx Fomenko en col·laboració amb col·legues de la seva mateixa nacionalitat, inclòs Gleb Vladímirovitx Nossovski, els qui utilitzen matemàtica aplicada, astrofísica i altres ciències fonamentals per a afirmar que la cronologia històrica convencional és viciada i és fonamentalment errònia, i assagen de tornar a escriure la Història mundial.
Les idees d'aquesta "Nova Cronologia" són una continuació directa d'aquelles postulades per l'astrònom i enciclopedista rus Nikolai Morózov, i fins i tot podrien haver tingut el seu origen en les teories de l'erudit francès Jean Hardouin. No obstant això, la Nova Cronologia comunament és associada amb el matemàtic rus Anatoli Fomenko (1945-), encara que els treballs publicats sobre el tema són en realitat una col·laboració entre Fomenko i altres matemàtics. El concepte és amplament explicat a la seva obra, publicada originalment en rus i traduïda en anglès com a "History: Fiction or Science? Chronology".

## Descripció

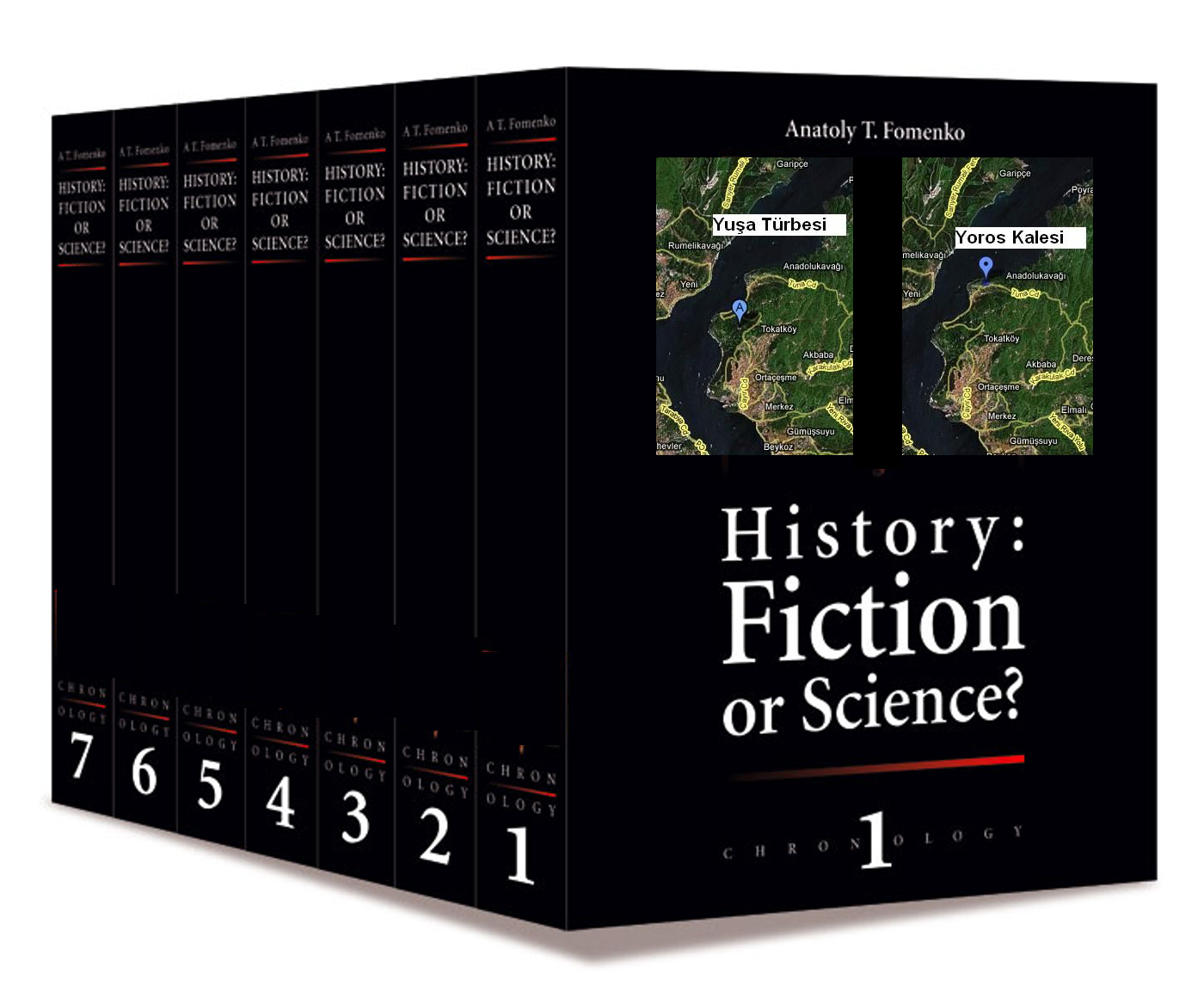
History: Fiction or Science? Chronology vols. 1–7

La "Nova Cronologia" conté una reconstrucció, una cronologia alternativa, radicalment més curta que la cronologia convencional, puix que manté que tota la història grega/romana/egípcia antiga s'"introdueix" durant l'edat mitjana, i l'Alta Edat Mitjana és eliminada. D'acord amb les afirmacions de Fomenko, la història escrita de la humanitat comença, com a més d'hora cap al 800 dC; segons ell, gairebé no tindríem cap informació sobre esdeveniments del període 800-1000 dC, i la majoria dels esdeveniments històrics que coneixem com a antics i alt-medievals van ocórrer en realitat entre els anys 1000-1500 dC.
Mentre que alguns investigadors convencionals han ofert cronologies revisades de la història clàssica i bíblica que escurcen la durada de la història antiga, eliminant diverses "Edats Fosques", cap d'aquestes cronologies revisionistes no és tan radical com la de Fomenko. La Nova Cronologia és rebutjada pel corrent principal d'historiadors i no és compatible ni amb la datació absoluta ni amb la datació relativa, tècniques amplament utilitzades per la comunitat acadèmica. Com era d'esperar, la majoria de científics consideren la Nova Cronologia com a pseudocientífica.
L'escaquista i polític Garri Kaspàrov ha prestat suport a alguns aspectes de la Nova Cronologia.